# Historias
Historias è il quinto album in studio del cantautore guatemalteco Ricardo Arjona, pubblicato nel 1994.

## Tracce
1. Si yo fuera – 4:28
2. Señora de las cuatro décadas – 5:07
3. Casa de locos – 3:01
4. Historia de taxi – 6:45
5. La noche te trae sorpresas – 4:10
6. Amor de tele – 3:18
7. Te conozco – 4:11
8. Historia del portero – 5:12
9. Realmente no estoy tan solo – 3:51
10. Del otro lado del sol – 4:43
11. Me están jodiendo la vida – 4:28
12. Ayúdame Freud – 6:43
13. Libre – 3:29
14. Chicos de plástico – 4:17